# Jupu
Jupu (nep. झुपु) – gaun wikas samiti w zachodniej części Nepalu w strefie Seti w dystrykcie Achham. Według nepalskiego spisu powszechnego z 2011 roku liczył on 607 gospodarstw domowych i 2891 mieszkańców (1626 kobiet i 1265 mężczyzn).